# 2005 w Wojsku Polskim
Kalendarium Wojska Polskiego 2005 – strona przedstawia wydarzenia w Wojsku Polskim w roku 2005
Potencjał Sił Zbrojnych RP na 31.12.2005 wynosił:
| Stan ewidencyjny Wojska Polskiego | Podstawowe uzbrojenie Wojska Polskiego                                                                                             |
| --- | --- |
| Kadra zawodowa – 84 400 - generałowie – 145 - oficerowie – 27 417 - podoficerowie zawodowi – 49 000 - szeregowi zawodowi – 8460 Szeregowi zasadniczej służby wojskowej – 67 000 | - czołgi – 958 - wozy bojowe – 1354 - artyleria – 912 - śmigłowce – 280 - samoloty – 170 - okręty i inne jednostki pływające – 140 |

## Styczeń
6 stycznia

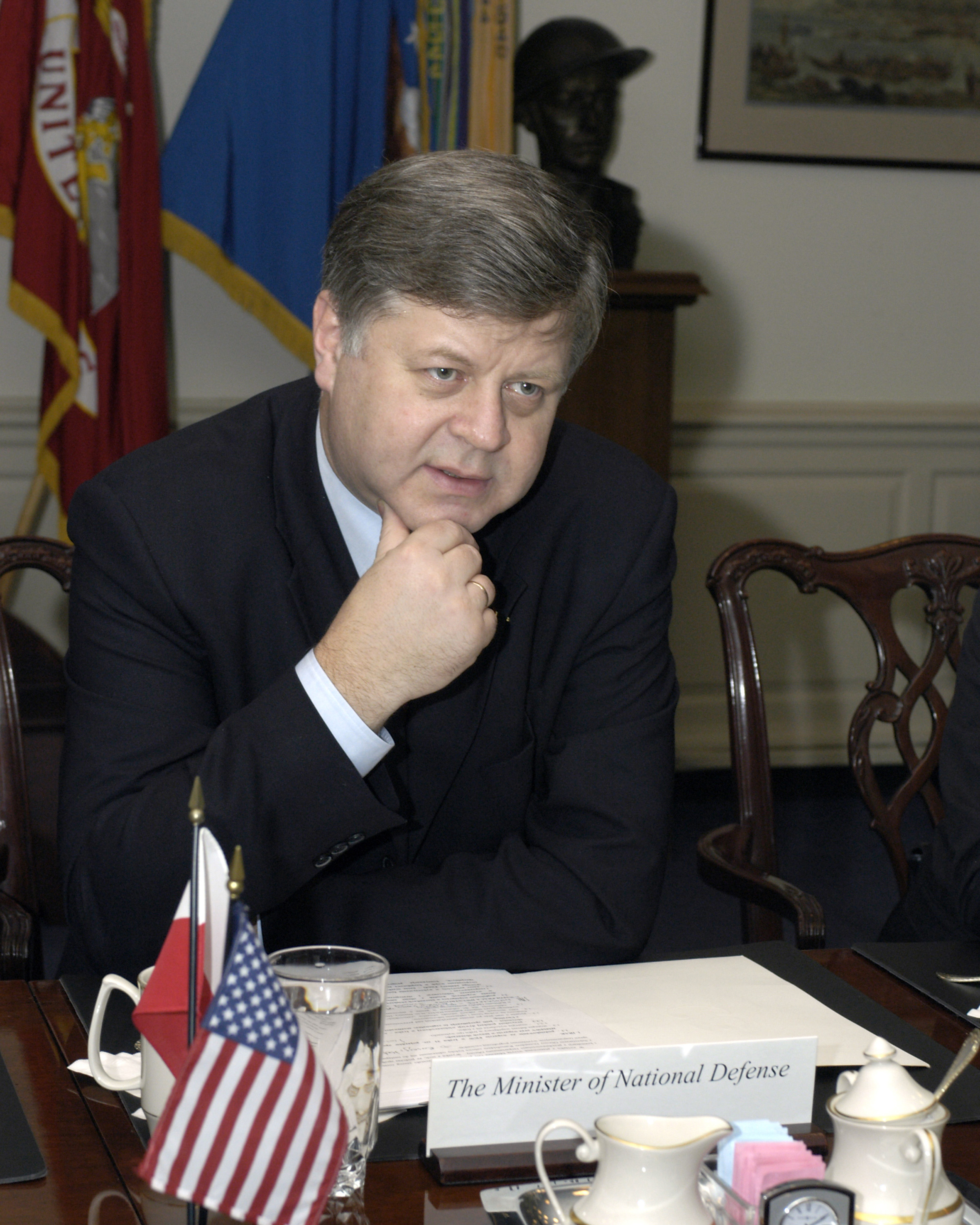
Jerzy Szmajdziński

- Minister Obrony Narodowej Jerzy Szmajdziński wydał zarządzenia:

nr 1/MON zmieniające zarządzenie w sprawie ustanowienia świąt wojskowych oraz sposobu ich obchodzenia w Siłach Zbrojnych Rzeczypospolitej Polskiej; zarządzenie weszło w życie z dniem podpisania
nr 2/MON zmieniające zarządzenie w sprawie terenowych jednostek organizacyjnych Żandarmerii Wojskowej
19 stycznia
- weszło w życie zarządzenia nr 2/MON zmieniającego zarządzenie w sprawie terenowych jednostek organizacyjnych Żandarmerii Wojskowej

## Luty
22 lutego
- 4 batalion zaopatrzenia otrzymał nazwę wyróżniającą „Krośnieński”[2]

25 lutego
- mjr dypl. pil. Adam Bondaruk przekazał czasowe pełnienie obowiązków dowódcy 3 Eskadry Lotnictwa Taktycznego kpt. nawig. mgr. Mariuszowi Glazerowi

## Marzec
1 marca
- Szef sztabu 16 Dywizji Zmechanizowanej płk Andrzej Duks wyznaczony został na stanowisko szefa Zarządu Planowania Rozwoju Sił Zbrojnych Generalnego Zarządu Planowania Strategicznego P–5[3]

2 marca
- Minister Obrony Narodowej zatwierdził wzór odznaki pamiątkowej i legitymacji:

⇒ 5 Tarnogórskiego batalionu chemicznego im. gen. broni Leona Berbeckiego w Tarnowskich Górach
⇒ Komendy Portu Wojennego w Świnoujściu
⇒Dowództwa Sił Powietrznych
⇒ i proporczyka na beret 11 batalionu medycznego w Żaganiu
⇒ i proporczyka na beret 11 kompanii chemicznej 11 Lubuskiej Dywizji Kawalerii Pancernej im. Króla Jana III Sobieskiego w Żaganiu
11 marca
- Brygada Lotnictwa Marynarki Wojennej za szczególne osiągnięcia w wykonywaniu zadań służbowych w 2004 została wyróżniona tytułem honorowym „Znak Honorowy Sił Zbrojnych Rzeczypospolitej Polskiej”[9].

14 marca
- Generał dywizji Henryk Dziewiątka wyznaczony został na stanowisko szefa Generalnego Zarządu Rozpoznania Wojskowego P–2[3]

15 marca
- Zastępca szefa Zarządu Zasobów Osobowych Dowództwa Sił Powietrznych płk Zbigniew Brodowski wyznaczony został na stanowisko szefa Zarządu Zasobów Osobowych Dowództwa Sił Powietrznych A–1[3]
- zastępca szefa Zarządu Planowania Operacyjnego Generalnego Zarządu Operacyjnego płk Piotr Bucior wyznaczony został na stanowisko szefa Zarządu Planowania Operacyjnego Generalnego Zarządu Operacyjnego P–3[3]
- szef Oddziału Materiałowego 3 KOP płk Zbigniew Rzepecki wyznaczony został na stanowisko zastępcy dowódcy 61 Brygady Rakietowej OP[3]

## Kwiecień
2 kwietnia
- rozformowanie dywizjonu ogniowego 1 Mazurskiej Brygady Artylerii stacjonującego w Choszcznie

7 kwietnia
- Minister Obrony Narodowej zatwierdził wzór odznaki pamiątkowej i legitymacji Wojskowej Komendy Uzupełnień w Rzeszowie[10]
- 28 Pucka Eskadra Lotnicza Brygady Lotnictwa Marynarki Wojennej przejęła sztandar 1 Puckiego Dywizjonu Lotniczego nazwę wyróżniającą „Pucka” oraz imię patrona kmdr. por. pil. Edwarda Szystowskiego[11].
- 29 eskadra lotnicza Brygady Lotnictwa Marynarki Wojennej przejęła sztandar 2 Darłowskiego Dywizjonu Lotniczego oraz przyjęła nazwę wyróżniającą „Darłowska”[12].

11 kwietnia
- PKW Irak:

dowódca Wielonarodowej Dywizji Centrum-Południe gen. dyw. Waldemar Skrzypczak ujawnił, że 500 polskich żołnierzy uczestniczyło w operacji Fontana (zginęło w niej dwóch Polaków: st. kpr. Marcin Rutkowski, st. szer. Krystian Andrzejczak); zatrzymano 41 podejrzanych
15 kwietnia
- szkoły podoficerskie po raz pierwszy promują podoficerów wyszkolonych zgodnie z nowymi programami i według nowej pragmatyki (w Poznaniu: 62, Zegrzu: 61, Toruniu:51 i Wrocławiu: 28)

19 kwietnia
- na zaproszenie szefa Sztabu Generalnego generała Franciszka Gągora przybywał z dwudniową wizytą przewodniczący Komitetu Wojskowego NATO generał Harald Kujat; spotykał się z Prezydentem RP Aleksandrem Kwaśniewskim, ministrem ON Jerzym Szmajdzińskim, zwiedził również JFTC w Bydgoszczy

22 kwietnia
- w imieniu klubu poselskiego Polskiego Stronnictwa Ludowego poseł Tadeusz Gajda złożył w prokuraturze wojskowej doniesienie o podejrzeniu popełnienia przestępstwa przy realizacji kontraktu na zakup transporterów opancerzonych

27 kwietnia
- Minister Obrony Narodowej zatwierdził wzór odznaki pamiątkowej i legitymacji 1 batalionu logistycznego Ziemi Nakielskiej[13]

## Maj
2 maja
- na stanowisko dyrektora Departamentu Polityki Zbrojeniowej w Ministerstwie Obrony Narodowej wyznaczony został gen. dyw. Andrzej Ameljańczyk[14]

9 maja
- na stanowisko szefa Logistyki Wojsk Lądowych wyznaczony został gen. bryg. Fryderyk Czekaj[14]

16 maja
- na stanowisko szefa Zarządu Zasobów Osobowych (G–1) Dowództwa Wojsk Lądowych wyznaczony został płk Ryszard Szczepański[14]

29 maja
- 60 Dywizjon Rakietowy Obrony Powietrznej w Olszewnicy otrzymał imię gen. dywizji Gustawa Orlicz-Dreszera[15]
- początek tygodniowej wizyty delegacji podchorążych z Lotniczej Akademii Wojskowej w szkole lotniczej w Portugalii

## Czerwiec
- 20 czerwca
- polsko-amerykańskie spotkanie pod przewodnictwem pełnomocnika Ministra Obrony Narodowej – dyrektora Programu Wdrażania na Wyposażenie Sił Zbrojnych Rzeczypospolitej Polskiej samolotu wielozadaniowego F-16 gen. dyw. Romana Baszuka w sprawie realizacji Przeglądu Zarządzania Programem dostawy samolotu F-16 do Polski
- spotkanie dowódcy Sił Powietrznych gen. broni Stanisława Targosza z attaché akredytowanym przy ambasadzie Japonii w Warszawie płk. Osamu Tanabe

22 czerwca
- Wielonarodowa Brygada Czesko-Polsko-Słowacka została rozformowana[16].

24 czerwca
- konferencja nt.: Ocena stanu BL w Siłach Powietrznych oraz stan realizacji przedsięwzięć profilaktycznych z udziałem przedstawicieli służb Bezpieczeństwa Lotów pod przewodnictwem płk. pil. Teofila Dzika (szefa Oddziału Bezpieczeństwa Lotów) w Dowództwie Sił Powietrznych

30 czerwca
- Dowództwo Operacyjne osiągnęło pełną gotowość do wykonywania zadań
- Na podstawie decyzji ministra obrony narodowej Nr Z-2/Org./P1 z 7 stycznia 2005 oraz rozkazu Nr Pf 171/Org. szefa Sztabu Generalnego WP z 2 marca 2005 zmieniona została dotychczasowa nazwa Biura Strat Bezpowrotnych WP czasu „W” na Biuro Ewidencji Osobowej WP (BEO WP) z siedzibą w Ciechanowie przy ul. Wojska Polskiego 54.

## Lipiec
1 lipca
- gen. bryg. Krzysztof Busz został ponownie wyznaczony na stanowisko zastępcy Komendanta Głównego Żandarmerii Wojskowej[17]
- na stanowisko szefa Zarządu Analiz Rozpoznawczych Generalnego Zarządu Rozpoznania Wojskowego P–2 wyznaczony został płk Andrzej Malik[17]
- na stanowisko dyrektora Departamentu Infrastruktury wyznaczony został płk Tadeusz Głowacki[17]

14 lipca
- pułkownik pil. Anatol Czaban przestał dowodzić 2 Brygadą Lotnictwa Taktycznego

15 lipca
- dowódcą 2 Brygady Lotnictwa Taktycznego został gen. bryg. pil. Andrzej Błasik
- w Gubinie powstało „Stowarzyszenie Wdów po Żołnierzach Zawodowych”, a pomocy przy powstaniu udzielił Związek Byłych Żołnierzy Zawodowych i Oficerów Rezerwy Wojska Polskiego[18]

16 lipca
- płk Jerzy Trynkiewicz wyznaczony został na stanowisko dowódcy 3 Brygady Obrony Terytorialnej[17]
- na stanowisko dowódcy 14 Brygady Obrony Terytorialnej wyznaczony został płk Tadeusz Michalak[17]
- płk Krzysztof Jankowski wyznaczony został na stanowisko dowódcy 5 pułku dowodzenia[17]
- na stanowisko dowódcy 13 pułku przeciwlotniczego wyznaczony został płk Roman Cieślik[17]

29 lipca
- wskutek osiągnięcia wieku 60 lat został zwolniony z zawodowej służby wojskowej gen. bryg. Władysław Saczonek[17]

## Sierpień
- po 7 latach od rozwiązania 5 Kresowej Dywizji Zmechanizowanej, a 3 latach 5 Kresowej Brygady Zmechanizowanej miasto Gubin opuścił ostatni czołg[19][20]

2 sierpnia
- Minister Obrony Narodowej zatwierdził wzór odznaki pamiątkowej i legitymacji oraz regulamin nadawania odznaki:

⇒ 14 pułku artylerii przeciwpancernej w Suwałkach
⇒ i proporczyka na beret Dowództwa 1 Warszawskiej Dywizji Zmechanizowanej im. Tadeusza Kościuszki w Legionowie
⇒ Dowództwa Pomorskiego Okręgu Wojskowego w Bydgoszczy
⇒ 6 Brygady Desantowo-Szturmowej im. gen. bryg. Stanisława Franciszka Sosabowskiego w Krakowie
⇒ 5 pułku dowodzenia im. gen. dyw. Stanisława Hallera w Krakowie
⇒3 Warszawskiej Brygady Rakietowej Obrony Powietrznej w Warszawie
3 sierpnia
- Minister Obrony Narodowej zatwierdził wzór odznaki pamiątkowej i legitymacji oraz regulamin nadawania odznaki:

⇒ 60 dywizjonu rakietowego Obrony Powietrznej z Olszewnicy
⇒ i proporczyka na beret Centralnej Grupy Działań Psychologicznych w Bydgoszczy
⇒ Wojskowego Instytutu Medycznego w Warszawie
⇒ 22 Wojskowego Ośrodka Kartograficznego w Komorowie
⇒ 1 batalionu logistycznego 1 Pomorskiej Brygady Logistycznej im. Kazimierza Wielkiego w Bydgoszczy
⇒ 2 batalionu logistycznego 1 Pomorskiej Brygady Logistycznej im. Kazimierza Wielkiego w Bydgoszczy
⇒ Polsko-Ukraińskiego Batalionu Sił Pokojowych w Przemyślu
⇒ 1 Okręgowych Warsztatów Technicznych w Grudziądzu
⇒ Szkoły Podoficerskiej Wojsk Lądowych w Toruniu
⇒ Biura Infrastruktury Specjalnej w Warszawie
15 sierpnia
- Postanowieniem Prezydenta Rzeczypospolitej Polskiej z dnia 15 sierpnia 2005 na wyższe stopnie generalskie mianowani zostali[37]:

na stopień generała broni: gen. dyw. Lech Majewski, gen. dyw. Henryk Tacik
na stopień admirała floty: wiceadmirał Marek Brągoszewski
na stopień generała dywizji: gen. bryg. Zbigniew Bielewicz, gen. bryg. Fryderyk Czekaj, gen. bryg. Zbigniew Goral, gen. bryg. Mieczysław Kaczmarek, gen. bryg. Jan Kempara, gen. bryg. Jan Klejszmit, gen. bryg. Stanisław Krysiński, gen. bryg. Bronisław Kwiatkowski, gen. bryg. Bogusław Pacek, gen. bryg. Ryszard Sorokosz
na stopień wiceadmirała: kontradmirał Marian Prudzienica, kontradmirał Henryk Sołkiewicz, kontradmirał Maciej Węglewski
na stopień generała brygady: płk Zdzisław Antczak, płk Jacek Bartoszcze, płk Ireneusz Bartniak, płk Andrzej Błasik, ks. bp płk Ryszard Borski, płk Janusz Bronowicz, płk Grzegorz Buszka, płk Stanisław Butlak, płk Leszek Cwojdziński, płk Marian Dering, płk Grzegorz Duda, płk Sławomir Dygnatowski, płk Zbigniew Galec, płk Tadeusz Głowacki, płk Krzysztof Górecki, płk Franciszek Kochanowski, płk Andrzej Malinowski, płk Jerzy Michałowski, płk Wiesław Michnowicz, płk Janusz Paczkowski, płk Piotr Pcionek, płk Wojciech Petkowicz, płk Jan Podgórski, płk Witold Poluchowicz, płk Henryk Pojarski, płk Mirosław Różański, płk Stanisław Rybak, płk Ryszard Szulich, płk Ryszard Wiśniewski, płk Krzysztof Załęski
na stopień kontradmirała: komandor Czesław Dyrcz, komandor Jerzy Lenda, komandor Jerzy Patz
16 sierpnia
- na stanowisko dowódcy 25 Brygady Kawalerii Powietrznej wyznaczony został gen. bryg. Ireneusz Bartniak[38]
- na stanowisko dowódcy 2 Brygady Lotnictwa Taktycznego wyznaczony został gen. bryg. Andrzej Błasik[38]
- na stanowisko dowódcy 21 Brygady Strzelców Podhalańskich wyznaczony został gen. bryg. Janusz Bronowicz[38]
- na stanowisko dowódcy 20 Brygady Zmechanizowanej wyznaczony został gen. bryg. Grzegorz Buszka[38]
- dowódca 2 Brygady Lotnictwa Taktycznego gen. bryg. Anatol Czaban wyznaczony został na stanowisko zastępcy szefa Generalnego Zarządu Rozpoznania Wojskowego P–2[38]
- na stanowisko dowódcy 7 Brygady Obrony Wybrzeża wyznaczony został gen. bryg. Grzegorz Duda[38]
- dowódca 20 Brygady Zmechanizowanej gen. bryg. Ryszard Jabłoński wyznaczony został na stanowisko szefa Wojewódzkiego Sztabu Wojskowego w Warszawie[38]
- na stanowisko dowódcy 8 Flotylli Obrony Wybrzeża wyznaczony został kontradmirał Jerzy Lenda[38]
- na stanowisko zastępcy dowódcy Sił Powietrznych – dowódcy Centrum Operacji Powietrznych wyznaczony został gen. dyw. Lech Majewski[38]
- na stanowisko dowódcy 12 Brygady Zmechanizowanej wyznaczony został gen. bryg. Piotr Pcionek[38]
- na stanowisko dowódcy 15 Brygady Zmechanizowanej wyznaczony został gen. bryg. Witold Poluchowicz[38]
- na stanowisko dowódcy 17 Brygady Zmechanizowanej wyznaczony został gen. bryg. Mirosław Różański[38]
- zastępca dowódcy 16 Dywizji Zmechanizowanej gen. bryg. Ryszard Sorokosz wyznaczony został na jej dowódcę[38]
- na stanowisko dowódcy 9 Brygady kawalerii Pancernej wyznaczony został gen. bryg. Ryszard Wiśniewski[38]
- na stanowisko dowódcy 34 Brygady Kawalerii Pancernej wyznaczony został gen. bryg. Zdzisław Antczak[38]
- zastępca dowódcy 3 Korpusu Obrony Powietrznej gen. bryg. Leszek Cwojdziński wyznaczony został na stanowisko szefa sztabu – zastępcy dowódcy 3 KOP[38]
- zastępca dowódcy 2 Korpusu Obrony Powietrznej gen. bryg. Marian Dering wyznaczony został na stanowisko szefa sztabu – zastępcy dowódcy 2 KOP[38]
- wojskowy prokurator okręgowy w Warszawie gen. bryg. Wojciech Petkowicz wyznaczony został na stanowisko Naczelnego Prokuratora Wojskowego[38]
- profesor Wojskowego Instytutu Medycznego gen. bryg. Jan Podgórski wyznaczony został na stanowisko dyrektora WIM[38]

24 sierpnia
- 43 Baza Lotnicza w Gdyni potrzymała imię kmdr. ppor. inż. Mariana Horyda[39]

31 sierpnia
- Minister Obrony Narodowej zatwierdził wzór odznaki pamiątkowej i legitymacji 15 Sieradzkiej Brygady Wsparcia Dowodzenia w Sieradzu[40]
- wskutek wypowiedzenia stosunku służbowego dokonanego przez żołnierza zawodowego zostali zwolnieni z zawodowej służby wojskowej: gen. dyw. Roman Iwaszkiewicz, gen. broni Andrzej Tyszkiewicz i gen. broni Ryszard Olszewski[38]

## Wrzesień
1 września
- na stanowisko polskiego narodowego przedstawiciela wojskowego przy Kwaterze Głównej NATO (SHAPE) został wyznaczony gen. bryg. Andrzej Kaczyński[41]
- na stanowisko zastępcy dowódcy wojsk lądowych wyznaczony został gen. broni Andrzej Ekiert[41]

27 września
- 8 batalion radiotechniczny w Lipowcu otrzymał nazwę wyróżniającą „Szczycieński”[42]

## Październik
1 października
- zastępca dyrektora Centrum Szkolenia Sił Połączonych NATO gen. dyw. Bronisław Kwiatkowski został wyznaczony na stanowisko zastępcy dowódcy 2 Korpusu Zmechanizowanego[43]
- na stanowisko dowódcy 33 Bazy Lotniczej wyznaczony został płk Tadeusz Mikutel[43]

9 października
- w katedrze polowej Wojska Polskiego odbyły się uroczystości upamiętniające 1 batalion 16 pułku piechoty AK „Barbara”, a działający podczas II wojny światowej na ziemi tarnowskiej[44].

10 października
- Minister Obrony Narodowej wydał decyzję w sprawie wprowadzenia do użytku Instrukcji o pieczęciach używanych w resorcie obrony narodowej

14 października
- w Szczecinie na Wałach Chrobrego odbyła się uroczystość przekazania obowiązków dowódcy 12 Szczecińskiej Dywizji Zmechanizowanej; gen. dyw. Marek Samarcew przekazał sztandar gen. dyw. Stanisławowi Nowakowiczowi[45].
- zastępca szefa szkolenia Wojsk Lądowych gen. bryg. Stanisław Nowakowicz został wyznaczony na stanowisko dowódcy 12 Dywizji Zmechanizowanej[43]
- na stanowisko zastępcy szefa szkolenia Wojsk Lądowych wyznaczony został gen. bryg. Jerzy Zatoński[43]

17 października
- szef sztabu – zastępca dowódcy 3 Korpusu Obrony Powietrznej gen. bryg. Leszek Cwojdziński wyznaczony został na stanowisko szefa Wojsk Lotniczych – zastępcę szefa szkolenia Sił Powietrznych[43]
- na stanowisko szefa sztabu – zastępcę dowódcy 3 Korpusu Obrony Powietrznej wyznaczony został płk Jan Śliwka[43]

19 października
- Jerzy Szmajdziński przestał być Ministrem Obrony Narodowej
- dyrektor Sekretariatu Ministra Obrony Narodowej gen. bryg. Witold Szymański został wyznaczony na stanowisko attaché wojskowego w Chińskiej Republice Ludowej[43]

24 października
- mjr pil. mgr Krzysztof Sierkiewicz przestał czasowo pełnić obowiązki dowódcy 3 Eskadry Lotnictwa Taktycznego i przekazał dowodzenie ppłk pil. Waldemarowi Gołębiowskiemu
- zaczyna obowiązywać Instrukcja o pieczęciach używanych w resorcie obrony narodowej

31 października
- Radosław Sikorski został zaprzysiężony na stanowisko Ministra Obrony Narodowej

## Listopad
2 listopada
- szef wojsk rakietowych i artylerii 10 Brygady Kawalerii Pancernej płk Maciej Nelke wyznaczony został na stanowisko zastępcy dowódcy 23 Brygady Artylerii[46]
- specjalista w Zarządzie Dochodzeniowo–Śledczym Komendy Głównej Żandarmerii Wojskowej ppłk Adam Szafrański wyznaczony został zastępcą komendanta Oddziału ŻW Szczecin[46]

7 listopada
- szef Oddziału Operacji Powietrznych Dowództwa Operacyjnego płk Janusz Osmólski został wyznaczony na stanowisko zastępcy szefa Centrum Wsparcia Dowództwa Operacyjnego[46]
- szef Oddziału Spraw Reprezentacyjnych Komendy Garnizonu Dowództwa Garnizonu Warszawa płk Kazimierz Gilarski wyznaczony został na stanowisko komendanta Garnizonu Warszawa[46]
- zastępca dowódcy 16 Brygady Zmechanizowanej płk Stanisław Olszański wyznaczony został na stanowisko dowódcy 16 Brygady Zmechanizowanej[46]
- zastępca dowódcy 56 pułku śmigłowców bojowych płk Zbigniew Rakoczy wyznaczony został na stanowisko dowódcy 56 Pułku Śmigłowców Bojowych[46]
- zastępca dowódcy 7 Brygady Obrony Wybrzeża płk Ryszard Buchowski wyznaczony został na stanowisko dowódcy 6 Brygady Kawalerii Pancernej[46]
- zastępca dowódcy 15 Brygady Kawalerii Pancernej płk Jarosław Hoffmann wyznaczony został na stanowisko dowódcy 15 Brygady Kawalerii Pancernej[46]

11 listopada
- po ćwiczeniu „Compact Eagle 2005” Wielonarodowy Korpus Północ–Wschód w Szczecinie osiągnął Pełną Gotowość Operacyjną[47].

18 listopada
- zastępca dowódcy 11 Dywizji kawalerii Pancernej gen. bryg. Jerzy Krzywiecki wyznaczony został na stanowisko szefa Obrony Terytorialnej – zastępcę szefa Generalnego Zarządu Wsparcia P–7[46]
- na stanowisko zastępcy dowódcy 11 Dywizji kawalerii Pancernej wyznaczony został gen. bryg. Mirosław Rozmus[46]

21 listopada
- na stanowisko zastępcy szefa Zarządu Współpracy i Bezpieczeństwa Regionalnego w Międzynarodowym Sztabie Wojskowym w Belgii wyznaczony został gen. bryg. Marek Ojrzanowski[46]

## Grudzień
14 grudnia
- szef Wojskowych Służb Informacyjnych gen. bryg. Marek Dukaczewski przekazał dowodzenie gen. bryg. Januszowi Bojarskiemu

27 grudnia
- Minister Obrony Narodowej zatwierdził wzór odznaki pamiątkowej i legitymacji oraz regulamin nadawania odznaki:

⇒ 16 Pomorskiego pułku artylerii w Braniewie
⇒ 32 Ośrodka Dowodzenia i Naprowadzania w Krakowie (Balicach)
31 grudnia
- gen. dyw. Ryszard Lackner przeszedł w stan spoczynku i przestał dowodzić Śląskim Okręgiem Wojskowym